# Remina Yoshimoto
Remina Yoshimoto (吉元 玲美那, Yoshimoto Remina) est une lutteuse japonaise née le 1er août 2000.
Elle est championne du monde de lutte libre (catégorie moins de 50 kg) en 2021.

## Palmarès
Championnats du monde
- Médaille d'or en lutte libre dans la catégorie des moins de 50 kg en 2021 à Oslo[2].